# Friso van Vemde Oudejans
Friso van Vemde  (Haarlem, 2 december 1972) is een Nederlands acteur die deel uitmaakt van De Ashton Brothers.
Van Vemde studeerde eerst biologie, Nederlands en Engels voordat hij besloot naar de Kleinkunstacademie te gaan. Op de academie ontmoette hij Pepijn Gunneweg, Pim Muda en Joost Spijkers met wie hij een eindejaarsvoorstelling uitvoerde. Vervolgens maakte hij met deze drie nog vele nieuwe acts. Deze werden na de Kleinkunstacademie samengebracht in een avondvullende show: De tragiek van de onderman. Met dat programma ging het viertal in 2001 in première als De Ashton Brothers. De voorstellingen die deze groep maakt verwijzen sterk naar het variététheater. 
Februari 2010 werd bekend dat Van Vemde lymfeklierkanker heeft. In overleg met zijn artsen besluit hij de behandeling direct te starten. De Ashton Brothers zegden alle voorstellingen voor de rest van het seizoen af. 
In 2011 was Van Vemde te zien in het Sinterklaasjournaal als de strooipiet.